# جواو جامبوا
جواو جامبوا (31 أغسطس 1996 في البرتغال - ) هو لاعب كرة قدم برتغالي في مركز الوسط. شارك مع منتخب البرتغال تحت 16 سنة لكرة القدم ومنتخب البرتغال تحت 17 سنة لكرة القدم. أما مع النوادي، فقد لعب مع سبورتينغ براغا ونادي فارزيم.

## وصلات خارجية
- جواو جامبوا على موقع قاعدة بيانات كرة القدم.إي يو (الإنجليزية)
- جواو جامبوا على موقع Soccerway.com (الإنجليزية)